# Павильон № 15 «Радиоэлектроника и связь» на ВДНХ
Павильон «Радиоэлектроника и связь», в 1954—1958 годы — «Поволжье» — реконструируемый павильон на ВДНХ.

## История
Первая версия павильона (полностью утрачена) была построена к 1939 году по проекту архитектора С. Б. Знаменского и представляла собой символический стальной мост над бурным каскадом вод Большой Волги.
Сохранившееся здание является вторым. Оно было построено в 1954 году по проекту И. В. Яковлева и И. М. Шошенского. Тема Поволжья (воды) искусно обыгрывалась с помощью разнообразных фонтанов и бассейнов. Стены фасада были украшены рельефами с изображениям сцен сражений под Волгоградом в разные эпохи его существования — соответственно, как Царицына и Сталинграда. В центре располагался витраж — карта Поволжья, кровлю венчала скульптурная группа «Колхозник и Колхозница». На углах здания стояли фигуры матроса и солдата.
В данном виде этот образец сталинского ампира простоял всего 4 года. Смерть Сталина и декрет «Об устранении излишеств в проектировании и строительстве» привел к коренному изменению облика ряда павильонов ВДНХ, в том числе этого и стоящего рядом павильона «Азербайджан».
В 1958 году павильон был реконструирован, а в 1959-м переименован в «Радиоэлектронику». Фасад был частично демонтирован (удалены пилоны, демонтированы венчающие скульптуры и наполовину срезаны угловые устои) Его новый фальш-фасад был собран из металлических пластин и напоминал стилизованный радиоприёмник.
В 2014 году начались работы по возвращению павильону исторического облика, для чего были сняты фальш-фасады; обнаружились значительные утраты скульптурного декора.
В 2019 году в павильоне начались реставрационные работы. По состоянию на октябрь 2021 года ремонтные работы выполнены на 40 %: расчищены от неисторических закрасок стены, лепной декор и фасады, а также укреплены и восстановлены конструктивные элементы главного фасада. Завершен монтаж восьми горельефов боковых устоев и установлены 48 барельефов пилонов главного фасада. В июне 2022 года, благодаря историко-архивным и фотоматериалам, завершено воссоздание утраченных скульптурных композиций, украшавших павильон до 1958 года.

## Галерея

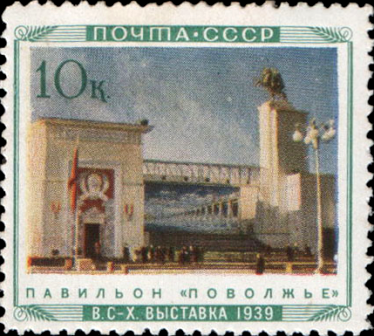
Первое здание с 1939 года
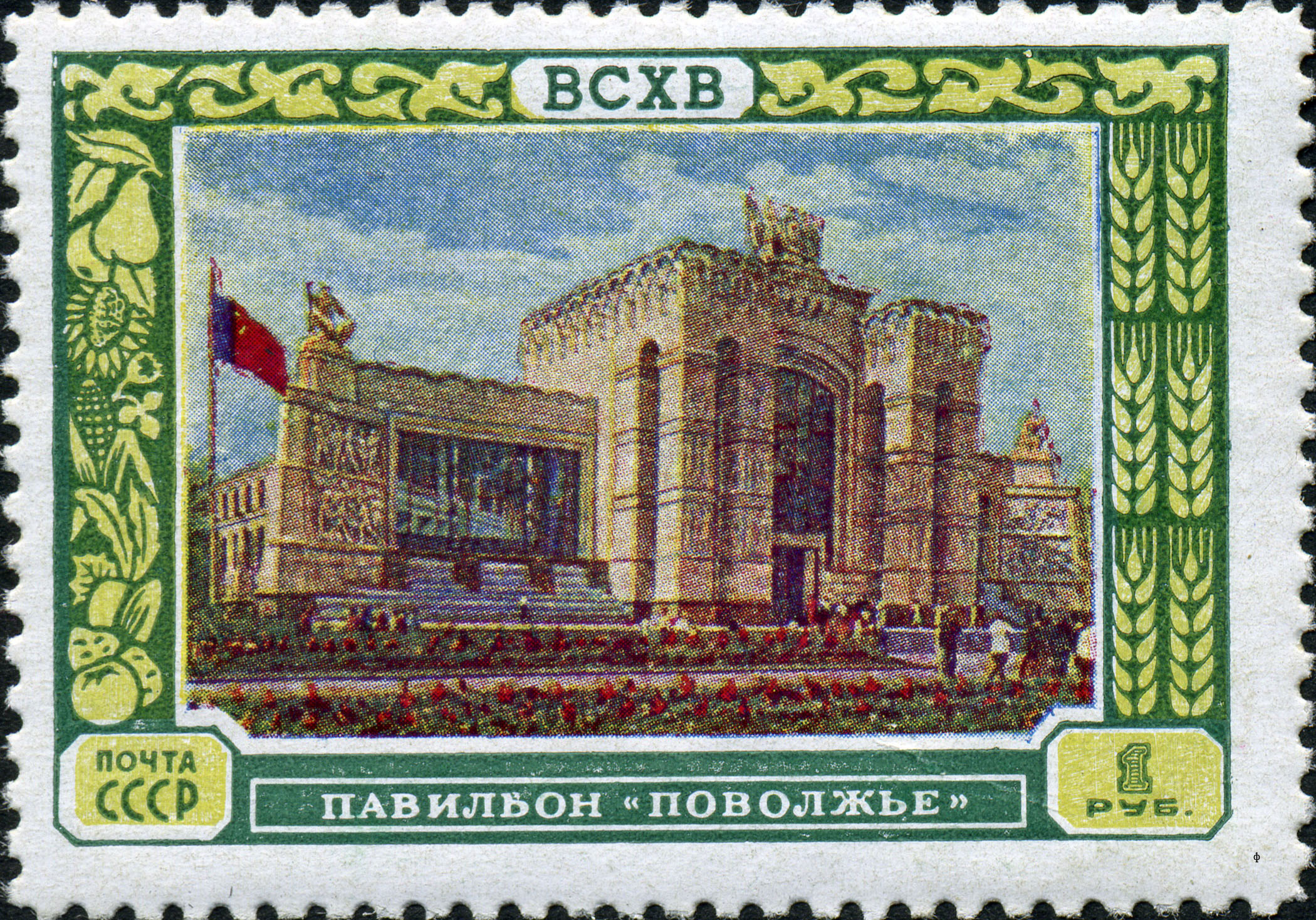
Второе здание с 1954 года
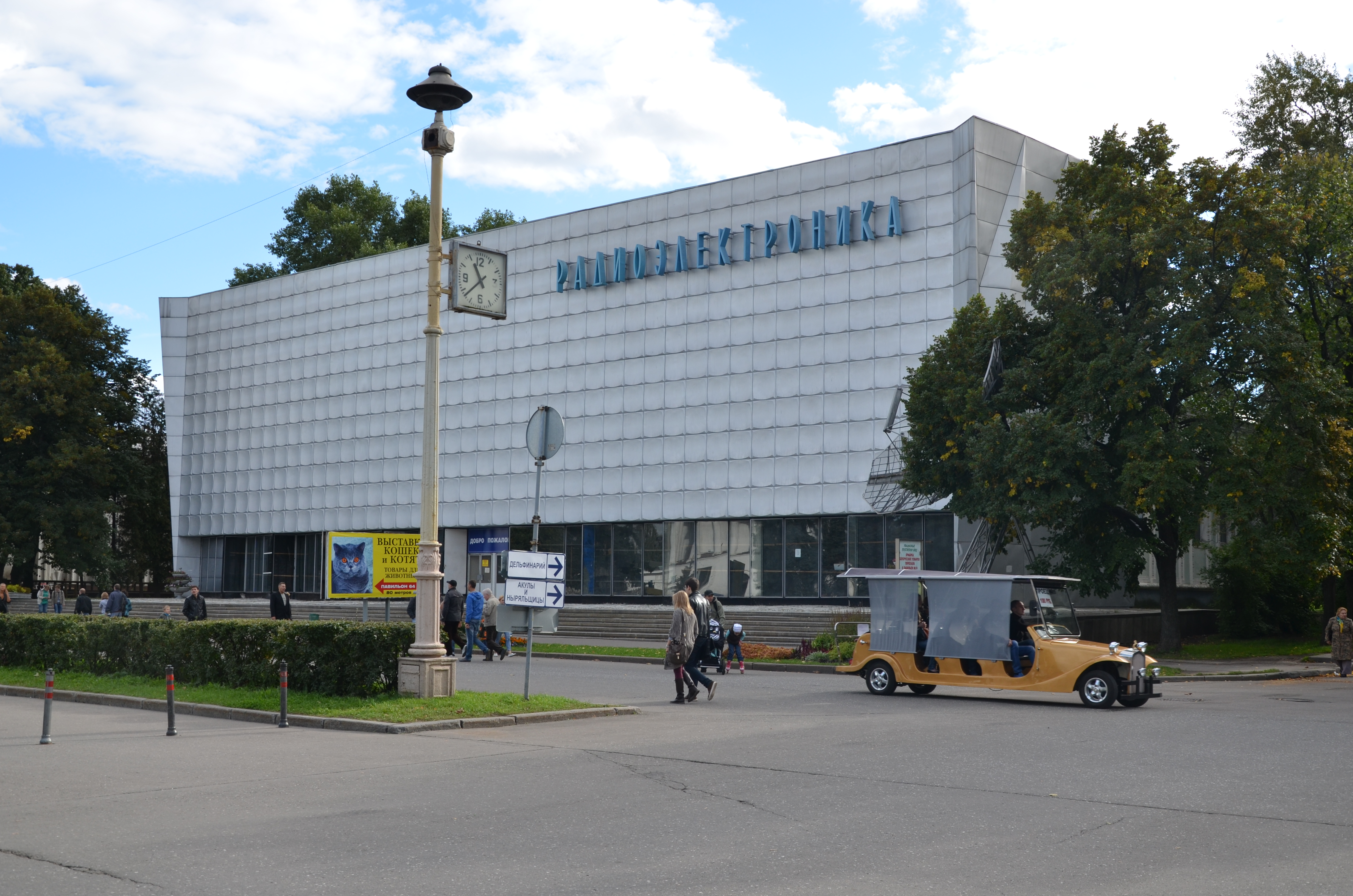
С 1959 до 2014 год
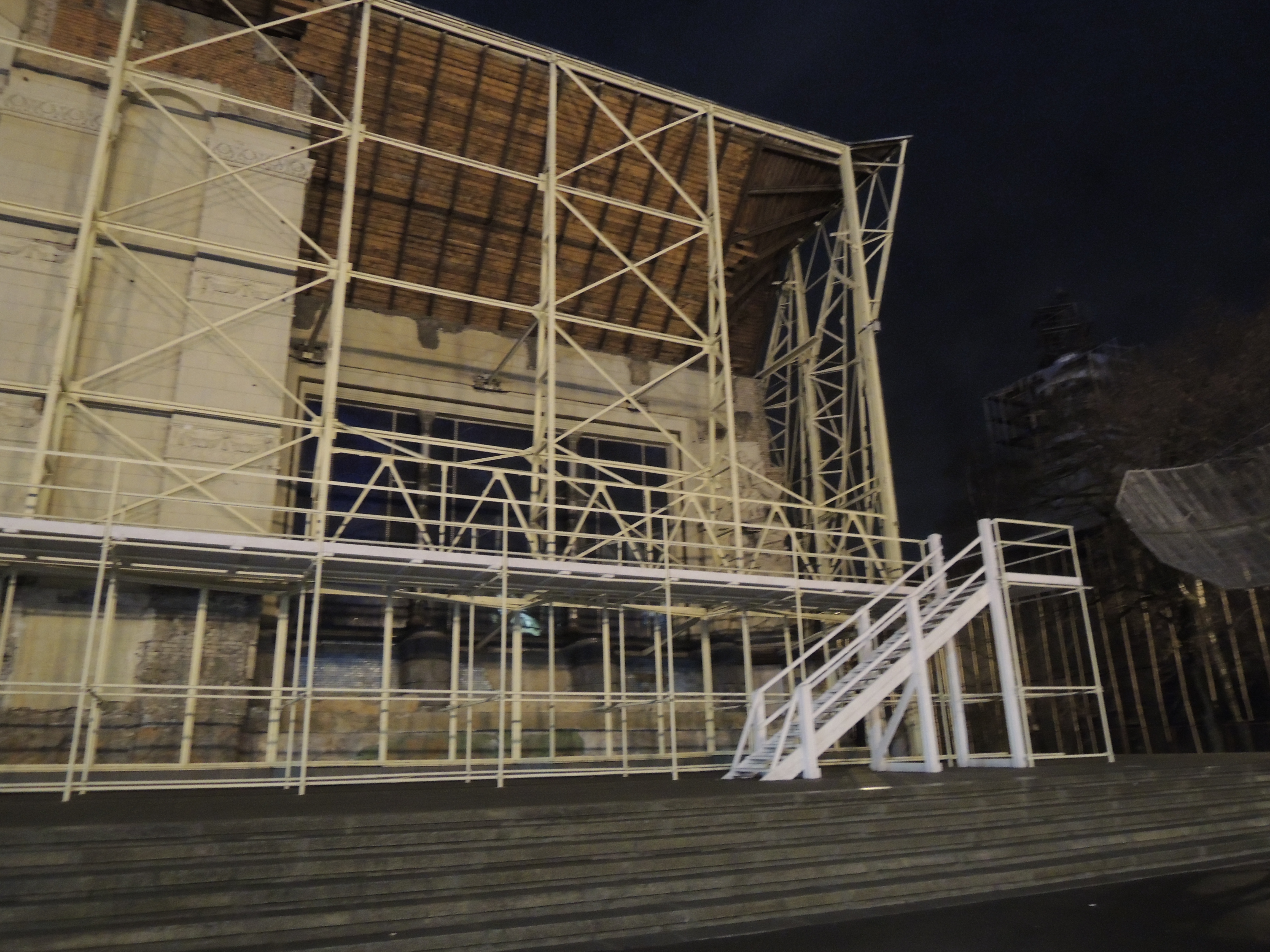
На реконструкции в лесах (с 2014)
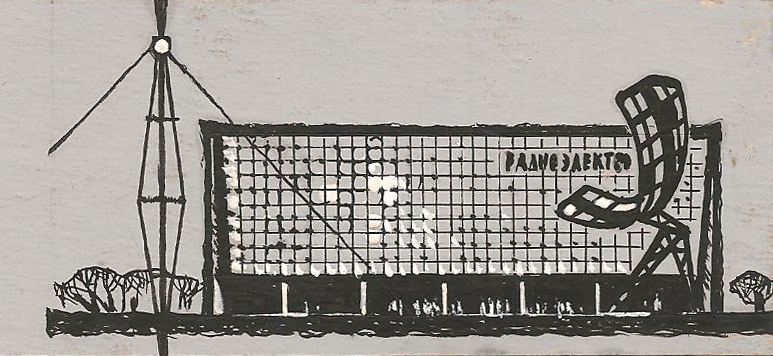
Виньетка для рекламного буклета «ВДНХ СССР». Художник: А. В. Борисов
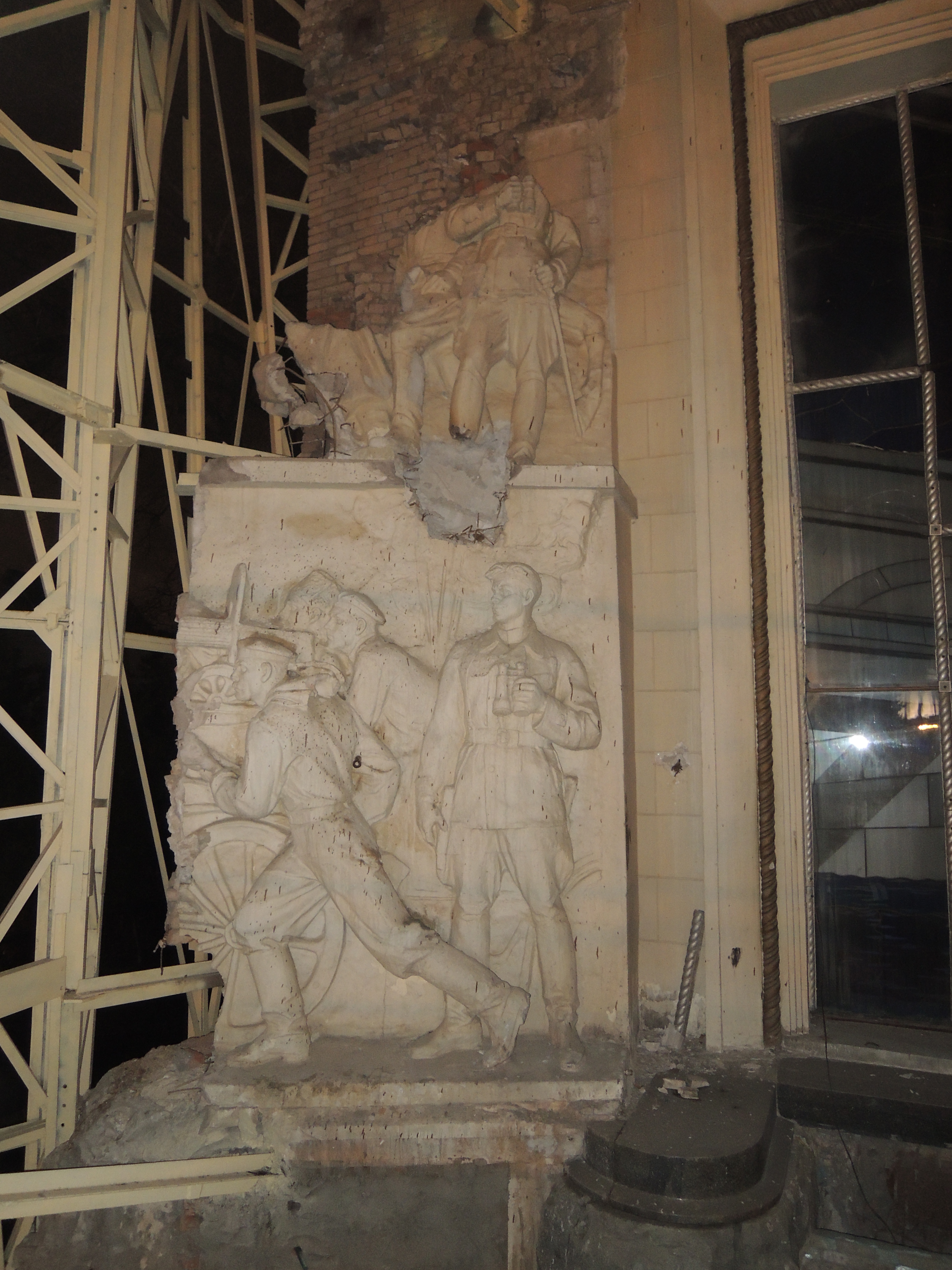
Полуразрушенные рельефы, обнаруженные после вскрытия фасадов